# Chung sống như vợ chồng

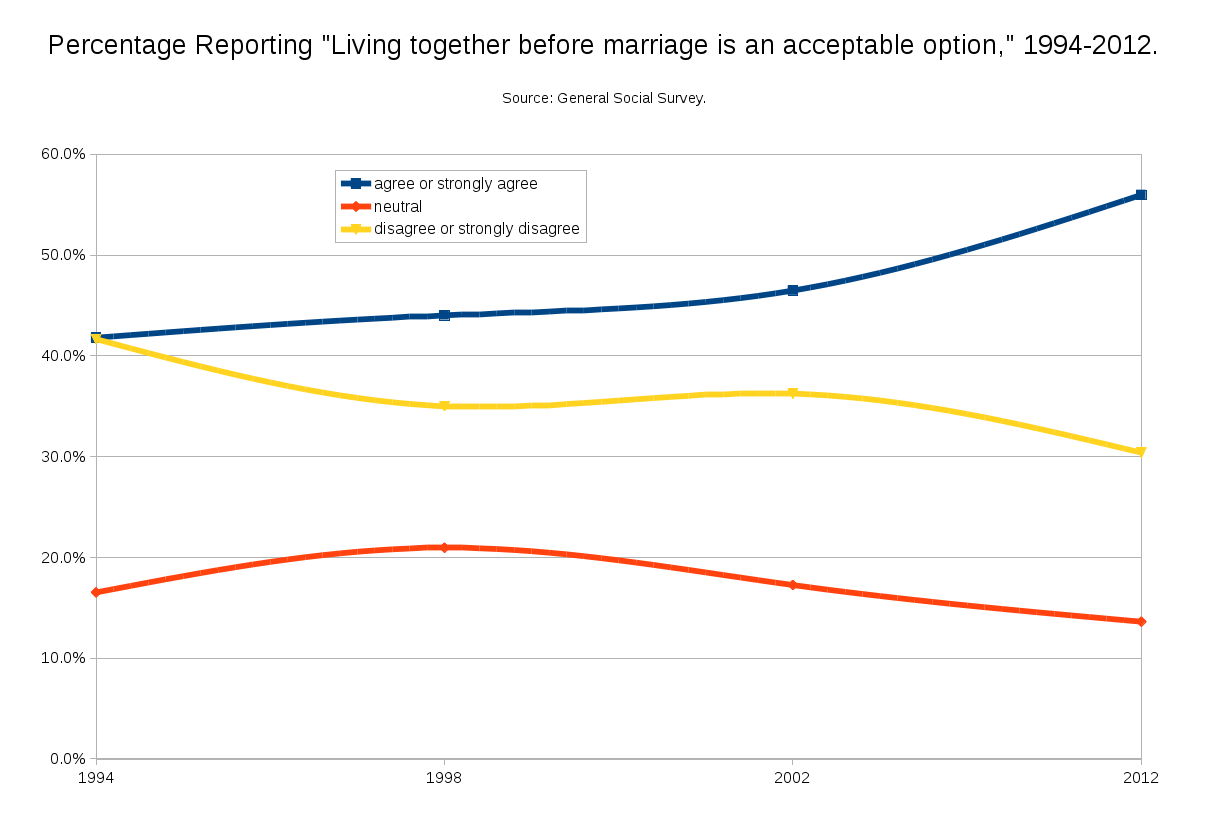
Đây là biểu đồ thể hiện quan điểm "Sống thử là có thể chấp nhận được" ở Mỹ: Màu xanh: Đồng ý hoặc đồng ý mạnh với quan điểm; Màu vàng: Phản đối hoặc phản đối mạnh với quan điểm; Màu đỏ: Trung lập với quan điểm

Chung sống như vợ chồng là sự chung sống các cặp đôi có tình cảm về sống chung với nhau như vợ chồng, nhưng chưa tổ chức hôn lễ cũng như đăng ký kết hôn. Sống thử hay sống thử trước hôn nhân là một cụm từ thường được truyền thông Việt Nam, đặc biệt là báo mạng sử dụng.
So với những đôi vợ chồng thực sự, các cặp sống thử không được pháp luật cũng như xã hội thừa nhận (vì họ không có thủ tục đăng ký kết hôn), do đó các cặp đôi sống thử không chịu bất kỳ sự ràng buộc nào với nhau về nghĩa vụ gia đình cũng như trách nhiệm trước các quy định của luật Hôn nhân.

## Nguyên nhân

### Sự thay đổi nhận thức
Nghiên cứu năm 2019 của Pew Research Center thì tỷ lệ người Mỹ chung sống trước hôn nhân tăng lên cao, và chuẩn mực xã hội về chung sống trước hôn nhân đã thay đổi khi 78% những người trong độ tuổi từ 18 đến 29 cho rằng việc một cặp đôi chưa kết hôn sống chung là điều có thể chấp nhận được. Ngoài ra, nhiều người Mỹ coi đây là một tiến trình cần thiết của các cặp đôi khi tiến tới hôn nhân 76 % các cặp đôi độ tuổi từ 18 - 44 tuổi kết hôn trong khoảng năm 2015 -2019 đều đã chung sống trước khi kết hôn.

### Nguyên nhân gia tăng chung sống không kết hôn
- Các cặp đôi cho rằng điều này sẽ làm giảm chi phí và đánh giá khả năng phù hợp sau khi kết hôn,[5] có thêm thời gian hiểu rõ hơn về đối tác của mình từ tính cách, thói quen sinh hoạt và hành vi hành xử trước nhiều tình huống có thể phát sinh sau kết hôn. Song cũng có báo cáo chỉ ra rằng các cặp đôi này có khả năng cao chia tay vì lý do tài chính và không thể đi đến hôn nhân.
- Một số người có nỗi sợ về cam kết hôn nhân,[6] với họ thì hôn nhân buộc họ phải thực hiện nhiều trách nhiệm và cam kết về gia đình như việc họ phải có trách nhiệm chăm sóc bố mẹ hai bên, duy trì quan hệ gia đình hay nỗi sợ sinh và nuôi con.
- Khi vị thế của phụ nữ được tăng lên, ngày nay khi phụ nữ có vai trò xã hội mạnh mẽ hơn và vị thế xã hội cao hơn cũng như rào cản xã hội về trinh tiết hay việc có thể kiếm soát việc sinh con,[7] Đối với một số phụ nữ thì hôn nhân không còn là sự lựa chọn cần thiết đối với họ. Chung sống nhưng không làm thủ tục kết hôn là một lựa chọn của họ để duy trì một quan hệ đối tác tình cảm cần thiết trong cuộc sống nhưng không bị ràng buộc bởi pháp luật.
- Nguyên nhân xã hội: Do ảnh hưởng từ cách mạng tình dục thập niên 1970 tại phương Tây tràn vào, cùng sự thiếu kiến thức xã hội và định hướng cho tương lai, nên tình trạng quan hệ tình dục và "sống thử" trước hôn nhân ở giới trẻ (trong đó có Việt Nam) đang tăng cao. Theo một phúc trình của Bộ Y tế Việt Nam ngày 27 Tháng Ba năm 2013, khoảng 44% thanh niên và vị thành niên ở Việt Nam chấp nhận quan hệ tình dục trước hôn nhân.[8][9]
- Nguyên nhân bản thân: Do ảnh hưởng của "yêu nhanh sống gấp", một số bạn trẻ quan niệm về tình yêu "rất hiện đại" hay còn gọi "tình yêu tốc độ", rằng yêu thì cần "hết mình". Họ bị thúc đẩy bởi nhu cầu tình dục cần được thỏa mãn mà không cần phải suy tính cho tương lai. Họ thích một cuộc sống hưởng thụ, không cần tôn trọng chuẩn mực đạo đức của cộng đồng, không coi trọng giá trị của đời sống gia đình. Theo TS tâm lý học Trương Thị Bích Hà: "Do đến với nhau chỉ vì tò mò, vì tiết kiệm, vì người khác sống thử thì mình cũng sống thử và chỉ để thỏa mãn dục vọng nhất thời. Mặt khác, sự du nhập văn hoá thực dụng làm giới trẻ chạy theo "tây hoá" mà không còn biết đến nền tảng đạo đức của con người".[10]

Tiến sĩ, bác sĩ Nguyễn Thị Hoài Đức, Giám đốc Trung tâm sức khỏe phụ nữ và gia đình, khái quát: "Không phải bạn trẻ nào cũng thích sống thử, nhưng nhìn chung tâm lý của giới trẻ bao giờ cũng thích thử". Câu nói "Yêu chỉ để thay đổi không khí" hay "giải quyết sinh lý" đã trở thành câu cửa miệng của không ít thanh niên.

## Ảnh hưởng

### Ảnh hưởng đến xã hội
Nghiên cứu năm 2003 ở Mỹ cho thấy những cặp nam nữ "sống thử" có tỉ lệ ngoại tình cao gấp 4 lần so với những cặp vợ chồng thực sự, chất lượng đời sống thể chất và tình cảm cũng thấp hơn.
Tại Hoa Kỳ, nghiên cứu của đại học Columbia cho biết chỉ có 14% các cặp đi đến hôn nhân chính thức sau sống thử. Số 14% này cũng thường bất hòa, không có hạnh phúc. Tờ Psychology Today công bố kết quả nghiên cứu của nhà xã hội học Neil Bennett, đại học Yale cho biết những đôi kết hôn sau thời gian sống thử có tỷ lệ ly dị trong 5 năm đầu cao hơn 80% so với những đôi kết hôn mà trước đó không sống thử. Quá trình chung sống cũng ít hạnh phúc hơn, bởi họ thường phàn nàn về người bạn đời thay đổi quá nhiều từ khi chuyển sang "sống thật". Những phụ nữ đã sống thử trung bình chỉ 3,3 năm sau khi kết hôn đã có ngoại tình với người khác. Một nghiên cứu đăng tải trên tạp chí Tâm lý học gia đình (Anh) cho thấy tỷ lệ ly hôn ở các cặp vợ chồng từng sống thử là 19%, so với 10% ở các cặp không sống thử trước khi kết hôn.
Về hậu quả xã hội lâu dài, con cái của các cặp sống thử do thiếu sự giáo dục đầy đủ từ cả cha và mẹ nên có tỷ lệ ly hôn cao hơn trung bình tới 170%, và gặp nhiều vấn đề xã hội và tình cảm (lạm dụng ma túy, trầm cảm, bỏ học, yêu đương sớm), nguy cơ bị lạm dụng tình dục hoặc tình cảm cao gấp 3 lần. Viện Giá trị Hoa Kỳ kết luận: "Việc sống thử gia tăng là mối đe dọa tiềm ẩn đối với chất lượng và tính ổn định của đời sống con cái trong các gia đình ngày nay".
Theo thống kê tại Việt Nam thì sống thử trước hôn nhân, đặc biệt là ở sinh viên, có trên 90% các cặp đôi tan vỡ, bởi họ chưa có khả năng tự quyết định cuộc sống của mình, chưa có công ăn việc làm ổn định. Khảo sát năm 2006 cho thấy, 56% sinh viên cho biết hiện đang có người yêu, nhưng chỉ có 26% trong số họ cho biết mức độ yêu là nghiêm túc để có thể dẫn đến hôn nhân.
Số liệu của Trung tâm chăm sóc sức khỏe sinh sản Ánh Sáng cho biết, chỉ 10-15% các cặp sống thử ở Việt Nam là đi đến hôn nhân, và cuộc hôn nhân cũng thật mong manh. Bởi khi sống thử, các bạn trẻ đã cống hiến cho nhau hết, chẳng còn khoảng cách hoặc giữ gìn điều gì, nên nhiều cặp đôi vừa mới cưới mà đã cảm thấy chán nhau, sự mặn nồng trong đời sống vợ chồng là không còn.

### Ảnh hưởng đến cá nhân
Một thống kê ở Việt Nam năm 2015 cho thấy 85,7% sinh viên khi được hỏi đều nhận định sống thử ảnh hưởng đến chuẩn mực văn hóa, đạo đức của người Việt; 96% cho rằng sẽ gây hậu quả về sức khỏe, tâm lý, kết quả học tập, đôi khi khá nặng nề, nhất là đối với nữ.
Khảo sát ở Đại Đại học Y dược Thái nguyên, 100% sinh viên sống thử đã có quan hệ tình dục với nhau, nhưng chỉ có 48% có sử dụng biện pháp tránh thai. Khi có thai 43% chọn giải pháp nạo phá thai, chỉ có 36% sẽ cưới.
Ngay cả khi có sử dụng các biện pháp an toàn tình dục thì khả năng rủi ro mắc bệnh lây truyền qua đường tình dục, các viêm nhiễm đường sinh sản, mang thai ngoài ý muốn vẫn hiện hữu. Ví dụ, mỗi lần sử dụng bao cao su, tỉ lệ rủi ro lây nhiễm bệnh hoặc mang thai vẫn vào khoảng 5% (tỉ lệ rách bao cao su là từ 0,4% đến 2,3%, tỉ lệ tuột là 0,6% và 1,3%. Mặc dù nếu bao cao su không bị rách hoặc tuột, 1–2% phụ nữ được kiểm tra là vẫn có tinh dịch sau khi quan hệ tình dục dùng bao cao su.